# Gripsholms län

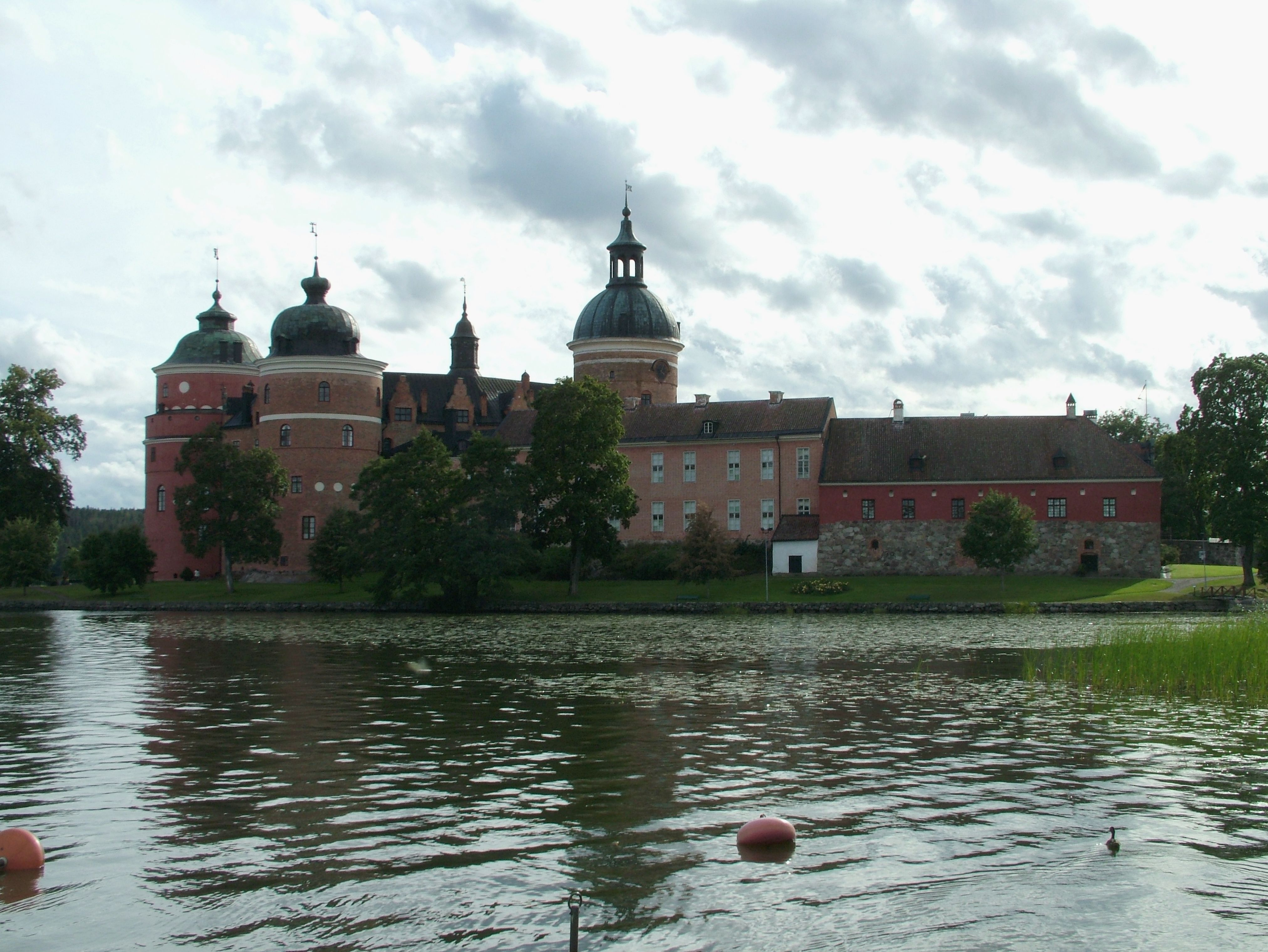
Gripsholms slott var länets residens.

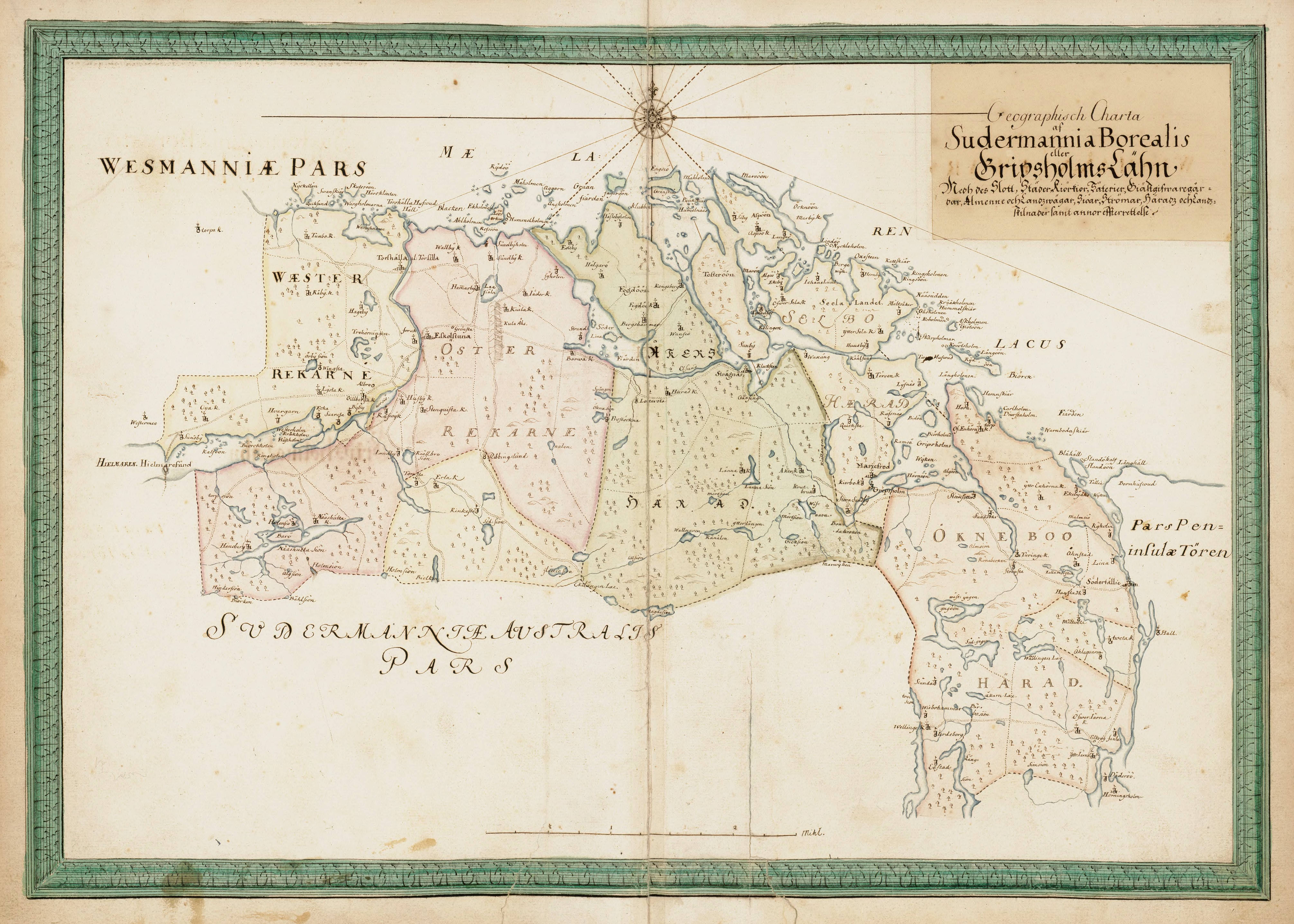
Karta över Gripsholms län, 1698.

Gripsholms län var ett slottslän i landskapet Södermanland. Det fanns sedan tiden då Sverige ingick i Kalmarunionen på 1300-talet. Länets administrativa centrum  var Gripsholms slott.
Länet omfattade ursprungligen häradena Selebo, Åkers, Västerrekarne, Österrekarne, Villåttinge härad och sedan länge Daga härad. Från Telgehus län överfördes Öknebo härad (1527) och Hölebo härad (1548). Även Adelsö och Munsö socknar i Färentuna härad ingick under vissa tider under tiden 1527–1540.
Under Vasatiden blev slottslänen mer centralstyrda och fick mer karaktären av fögderier och flera nya län/fögderier bildades inom de tidigare slottslänen. Från 1544 fick slottsfogden primärt ansvar för slottet och dess närmaste område. I flera steg mellan 1539 och 1546 bröts områdena för Öster- och Västerrekarne härader ut från detta län och bildade ett eget, kallat Eskilstuna län. I perioder mellan 1522 och 1558 var Villåttinge härad utanför länet, liksom i perioden omkring 1570,  för att i perioden 1558 till slutet av 1560-talet utgöra ett eget fögderi kallat Sunbyholms län runt Sundbyholms slott. Detta omfattade i början även delar i Österrekarne härad (Sundby socken) och Åkers härad (del av Helgarö socken). Villåttinge härad ingick i perioderna 1556–1558 och 1573–1588 i Eskilstuna län, för att från 1588 istället ingå i Vibyholms län. Detta som bildats som eget fögderi 1582 runt Vibyholms slott, och upphörde 1630. Fögderier inom länet var: Öknebo (Hölebo och Daga) 1532–1630, Äkers (Selebo) 1526–1630, Räfsnäs gård 1549–1619, Tynnelsö 1529–1620, Kungsberg (Vårfruberga kloster) 1541–1560.
Efter länsreformen 1634 när Nyköpings län (Södermanlands län) bildades fortsatte länet som en del av Maria Eleonoras livgeding till 1655 åt Maria Eleonora och som en del av Hedvig Eleonoras livgeding vilket bildades 1660 och varade till 1715/1719. Domsagan för det området inom Södermanland fick namnet Gripsholms, Rävsnäs och Eskilstuna läns domsaga.